# 一圓正興
一圓 正興（いちえん まさおき、1848年9月5日（嘉永元年8月8日） – 1914年（大正3年）9月29日）は、日本の政治家。初代高知市長。

## 経歴
土佐国土佐郡万々村（のち初月村、現在の高知県高知市）出身。明治維新後、御親兵に入り、上京したが、西郷隆盛の征韓論に同調したため、御親兵を脱退、帰郷した。帰郷後は高知県警部、土佐郡書記などを務め、土佐郡朝倉村12ヶ村戸長や学務委員となる。その後、自由民権運動に加わり、立志社創立の発起人の一人となり、浦戸町（高知城下）に結成された修立社の社長となった。1880年（明治13年）4月、広岡町（高知市の一部）自動社75名の総代として国会開設願望書を連名で政府に提出した。
1889年（明治22年）市制施行により、初代高知市長となった。在任中は消防組織の改正、戸別割賦課税法の実施、特産品の羽二重の伝習所の設置、伝染病院の開院、市内を流れる鏡川に架ける橋の建設などを進めた。市長は1902年（明治35年）4月までを務め、一度辞任するが、後任の高知市長の伊藤修が病気のため同年9月で辞職。一圓が市長に復帰した。復帰後は市役所庁舎の改築、防火防水対策、教育の振興、産業開発などに力を入れた。また、高知商業会議所や土佐電気の開設にも協力した。
2度目の市長は1906年（明治39年）まで務め、退任後は一時朝鮮に渡った。その後は東京に移り、同地で死去した。